# 知覧金山水車インターチェンジ
知覧金山水車インターチェンジ（ちらんかねやますいしゃインターチェンジ）は、鹿児島県南九州市知覧町郡にある南薩縦貫道（知覧道路）のインターチェンジである。
鹿児島方面のみ出入り可能なハーフインターチェンジである。

## 道路
- 南薩縦貫道（知覧道路）

## 歴史
- 2016年（平成28年）3月27日 : 南九州川辺IC - 知覧金山水車IC開通[2]。
- 2017年（平成29年）3月26日 : 知覧金山水車IC - 南九州知覧IC間開通[3]。

## 接続する道路
- 鹿児島県道27号頴娃川辺線

## 料金所
- 全区間無料で通行出来るため料金所は設置されていない。

## 隣
南薩縦貫道（知覧道路）
南九州川辺IC - 知覧金山水車IC - 南九州知覧IC